# Сессна, Клайд Вернон
Клайд Вернон Сессна (5 декабря 1879 – 20 ноября 1954) — американский авиаконструктор и предприниматель.

## Биография
Клайд Сессна родился в Хоуторне, штат Айова 5 декабря 1879 году. Его предки имеют французские и немецкие корни. 
К 25 годам Сессна стал предпринимателем: открыл торговлю автомобилями, и вскоре его бизнес начал процветать. 
В 1910 году после посещения авиационного шоу в его родном штате Канзас, Сессна увлёкся авиацией. Продав свой бизнес, оставив семью дома, Клайд отправился в Нью-Йорк, учиться самолётостроению в мастерских Queen Aeroplane Company. Там он покупает аэроплан и пытается учиться на нём лётному делу. В одном из полётов аэроплан разбивается, отремонтировать его нет никакой возможности.
После этой неудачи Сессна решил построить новый самолёт своими руками. И уже в июне 1911 года в воздух поднимается первый сконструированный им самолёт под названием «Серебряное крыло».
После этого Сессна покупает здание старой лесопилки и, после ремонта, размещает в нём ангар и мастерские. Там Клайд в зимнее время строит новый самолёт, а летом разъезжал с ним по ярмаркам и авиационным шоу. 
Сессна не имел научной базы, поэтому строил свои самолёты интуитивно, находя решения методом проб и ошибок. Одна из аварий стоила ему раздробленной ноги, что заставило Клайда передоверить испытание своих самолётов сыну и ученикам.
Несмотря на это, созданная им компания Cessna Exhibition Соmрапу развивалась и приносила прибыль. Сессна решил построить простой и надёжный самолёт, лёгкий в управлении.
В 1918 году Сессна берёт в аренду большое поле неподалёку от города Уичито и открывает там авиашколу для будущих пилотов. Потом именно там были построены заводские корпуса, в которых будут собираться самолёты Сессна. 
Вскоре Клайд основывает компанию Wichita Travel-Air Company с непосредственным участием Вальтера Бича и Ллойда Стермана. Компания разрабатывала монопланы, и к 1927 году самолёт, о котором мечтал Сессна, был создан. Модель «AW» превосходила по характеристикам бипланы и могла стать весьма успешной. Однако все планы сломала начавшаяся в США Великая депрессия и компания обанкротилась.
Но Клайда это не выбивает из колеи. Уже через три года он вновь открывает завод в Уичито. Руководство компанией Cessna Aircraft Co он отдаёт в руки своего племянника Дуэйна Уоллеса, который и привёл её к блистательному успеху. Предпринимательский талант Дуэйна смог преобразовать самолёт из игрушки для богатых в довольно массовый продукт. Американцы стали самой летающей нацией, и эта заслуга в значительной степени принадлежит концерну, который основал Клайд Сессна.
Клайд Вернон Сессна умер 20 ноября 1954 года. Через два года после его смерти компания выпустила самый массовый лёгкий самолёт Cessna Skyhawk 172. Этот аппарат по сей день остаётся самым популярным самолётом в истории всей мировой авиации: всего выпущено 44 000 самолётов этой модели.
Ещё при жизни он был удостоен места в Зале славы национальной авиации и множества наград за неоценимый и беспримерный вклад в развитие авиации Соединённых Штатов и всего мира.
В 1985 году Cessna Aircraft Co была куплена General Dynamics, а с 1992 года принадлежит компании Textron.